# Leknes Lufthavn
Leknes Lufthavn (IATA: LKN, ICAO: ENLK) er en lille norsk lufthavn i Leknes i Vestvågøy kommune i Nordland fylke. Lufthavnen ejes og drives af Avinor.
Leknes Lufthavn var en af flere små regionale lufthavne, som åbnede i 1972. Lufthavnen har en asfalteret bane med en længde på 799 meter og bredde på 30 meter. I 1998, blev et pilotprojekt sat i gang af det daværende Luftfartsverket til at udvide landingsbanen til 1.200 meter, men dette arbejde blev afbrudt.
Lofoten Flyklubb har en hangar i lufthavnen med sin eget klubbfly, en Piper Cherokee.
Det har været luftet tanker om at bygge en ny, større lufthavn på Gimsøya, til erstatning for de mindre regionale lufthavne i Leknes og Svolvær, men dette har aldrig været udenfor idèfasen.

## Destinationer
|       | Flyselskab | Destinationer       |
| ----- | ---------- | ------------------- |
| Norge | Widerøe    | Bodø, Røst, Svolvær |

68°09′09″N 13°36′34″Ø / 68.15250°N 13.60944°Ø